# Erigone dentipalpis
Erigone dentipalpis (Wider, 1834) è un ragno appartenente alla famiglia Linyphiidae.

## Aspetto
L'Erigone dentipalpis è un ragno di piccola taglia, il maschio è lungo 2,5 mm e la femmina 2,75 mm circa. Ha una somiglianza molto forte con Erigone promiscua (O. P.-Cambridge, 1873), dalla quale differisce per la giuntura radiale del palpo più ampia e per la presenza di una dentellatura sulla superficie inferiore.

## Ecologia
La specie vive in ogni tipo di habitat umido, sia temporaneamente sia permanentemente.

## Distribuzione
La specie è stata rinvenuta in diverse località della regione olartica.
Sembra essere molto comune nel Nord Africa.

## Tassonomia
Non sono stati esaminati esemplari di questa specie dal 2007
Attualmente, a maggio 2014, è nota una sottospecie:
- Erigone dentipalpis syriaca O. P.-Cambridge, 1872 - Siria